# 鈴木宏基
鈴木 宏基（すずき こうき、1992年7月15日 - ）は、静岡県島田市出身のプロ野球審判員。審判員袖番号は51。

## 経歴
小学4年からソフトボールを始め、ピッチャーとして中学、高校と野球を続けた。中学の野球部で練習試合の塁審をしたことをきっかけに、プロの審判員になることを志望する。静岡県立島田高等学校卒業後は理学療法士を目指すために国際医療福祉大学に進学。在学中には小田原足柄リトルシニアの専属審判としても活動した。
大学卒業前の2014年末にNPBアンパイア・スクールを受講すると、2015年4月にプロ野球を統括する日本野球機構（NPB）の審判採用試験に合格。同年は独立リーグのベースボール・チャレンジ・リーグに派遣された。2016年1月1日に日本野球機構審判部に育成審判員として入局。
2018年12月11日に来季からの日本野球機構審判員としての契約を行った。2020年には一軍オープン戦の塁審や球審も務めた。

## 審判員出場記録
- 出場試合数：45試合
- 初出場：2023年4月26日、東京ヤクルトスワローズ対横浜DeNAベイスターズ第2回戦（横浜スタジアム）、三塁塁審

(記録は2024年シーズン終了時点)

## 表彰
- ファーム優秀審判員賞：1回（2022年[6]）

（2022年シーズン終了時）